# Sonidosaurus
Sonidosaurus (лат., «ящер из Сонид», в честь Сонид — обширного географического региона с местом обнаружения находки) — род динозавров-завропод, обитавших в позднем меловом периоде, с туронского по сантонский века. Представитель группы титанозавров (Titanosauria), обитавший на территории сегодняшней Внутренней Монголии. Типовой вид Sonidosaurus saihangaobiensis был описан Сюем, Чжаном, Таном, Чжао и Таном в 2006 году. Некрупный титанозавр около 9 м длиной. Животное впервые открыто в Сайхангаоби, формация Ирен Дабасу (Эрлиан), в 2001 году, в карьере, где позднее будет обнаружен гигантораптор (Gigantoraptor).

## Классификация
В обзорной статье на азиатских титанозавров 2017 года Sonidosaurus был определён как представитель группы Lithostrotia, имея вероятное сходство с семейством Saltasauridae. В частности он похож на Saltasauridae и титанозавра из Bor Guve наличием задней центродиапофизарной пластинки на спинных позвонках.

## Палеоэкология
Sonidosaurus — единственный завропод из фауны Ирен Дабасу. Крупнейшими тероподами, делившими с ним места обитания, являлись овирапторозавр гигантораптор (Gigantoraptor) и тираннозавроид алектрозавр (Alectrosaurus). В тех же местах обитал гилмореозавр (Gilmoreosaurus) — крупнейший из известных орнитисхий в составе фауны.